# Reinhard Scheer
Reinhard Scheer (Obernkirchen, 30. rujna 1863. – Marktredwitz, 26. studenog 1928.) je bio admiral njemačke mornarice. Zapovijedao je Flotom Visokog mora njemačke Carske mornarice u bici kod Jutlanda, jednoj od najvećih pomorskih bitaka u povijesti.

## Životopis
Scheer je rođen u Obernkirhernu u Njemačkoj. Pristupio je mornarici 1879. godine, pomorski kapetan je postao 1905., a kontraadmiral 1910. godine. Kao pobornik stroge discipline, Scheer je u mornarici bio poznat pod nadimkom „Čovjek s čeličnom maskom“ zbog svog strogog držanja.
Scheer je postao glavni zapovjednik njemačke flote u siječnju 1916. godine. Dana 30. svibnja poveo je flotu u bitku kod Jutlanda. Iako nije porazio britansku Kraljevsku mornaricu, uspješno je izbjegao uništenje svoje flote od strane brojčano nadmoćnije Kraljevske mornarice, a njegovi brodovi su nanijeli teške gubitke Britancima. Njemački car Vilim II. mu je za vodstvo flote kod Jutlanda ponudio titulu viteza, ali je on tu ponudu odbio (njegov podređeni u bici kod Jutlanda, viceadmiral Franz von Hipper koji je zapovijedao bojnim krstašima nije odbio ponudu, i postao je Franz, Ritter von Hipper). Poslije bitke kod Jutlanda, Scheer više nije vjerovao da njemačka flota može poraziti Britance na moru, te je postao zagovornik podmorničkog rata protiv Velike Britanije.
U mirovinu je otišao 1918. godine nakon pobune na Kielu i revolucije koja je uslijedila u Njemačkoj.
Godine 1899. je oženio Emillie Mohr, koja je ubijena 9. listopada 1920. godine.
Scheerovi memoari „Njemačka Visoka Flota u Svjetskom ratu“ su 1920. godine objavljeni na engleskom jeziku.
Godine 1928. Scheer je prihvatio poziv da posjeti starog suparnika iz bitke kod Jutlanda, admirala Johna Jellicoea u Velikoj Britaniji, ali je preminuo neposredno prije puta, u Marktredwitzu. Pokopan je u Weimaru. Na njegovom nadgrobnom spomeniku nalaze se samo datumi rođenja i smrti, i jedna riječ – „Skagerrak“.